# Claudio Arbiza
Claudio Arbiza, de son vrai nom Jorge Claudio Arbiza Zanuttini, est un footballeur uruguayen né le 3 mars 1967 à Montevideo (Uruguay).

## Biographie
Il participe à la Copa América 1995 et compte onze sélections entre 1994 et 1996.

## Carrière
- 1984 - 1994 : Defensor Sporting ( Uruguay)
- 1995 : Olimpia ( Paraguay)
- 1996 - 2000 : Colo Colo ( Chili)
- 2001 - 2004 : Nacional ( Uruguay)

## Palmarès
- Vainqueur de la Copa América 1995 avec l'équipe d'Uruguay
- Champion d'Uruguay en 1987 et 1991 avec le Defensor Sporting Club, en 2001 et 2002 avec le Club Nacional
- Champion du Paraguay en 1995 avec le Club Olimpia
- Champion du Chili en 1996, 1997 (Clôture) et 1998 avec Colo Colo